# Metriocnemus wangi
Metriocnemus wangi är en tvåvingeart som beskrevs av Ole Anton Saether 1995. Metriocnemus wangi ingår i släktet Metriocnemus och familjen fjädermyggor.
Artens utbredningsområde är Sichuan (Kina). Inga underarter finns listade i Catalogue of Life.